# Страна чудаков
«Страна чудаков» (англ. Orange County — «Округ Ориндж») — комедийная драма.

## Сюжет
Парень Шон Брумдер занимался сёрфингом и нашёл в песке, на пляже, копию романа культового автора Маркуса Скиннера, который сейчас преподаёт в университете Стэнфорда. Роман оказывает большое влияние на Шона. Молодой человек решает, что должен стать писателем, и посылает свой первый рассказ «Orange County» Скиннеру. Но его мечты о поступлении в университет, учёбе под руководством Скиннера рушатся, когда по ошибке вместо документов Шона туда отправляют документы плохого ученика. С помощью брата-наркомана Лэнса и своей подруги Эшли Шон пытается убедить школьное руководство пересмотреть его заявление.
День складывается удачно. В конце концов Лэнс по неосторожности устраивает пожар в офисе университета, и здание гибнет в огне. Эшли теряет интерес к Шону. Казалось бы, всё рушится. Однако вечером расстроенный Шон случайно встречает на улице своего кумира Маркуса Скиннера. Писатель говорит Шону, что получил от него рукопись и рассказ ему очень понравился. Наутро оказывается, что родители Шона и Лэнса, которые были в разводе, неожиданно вновь сошлись. На радостях отец Шона пообещал восстановить сгоревшее здание офиса университета. Эшли возвращается к Шону. 

## Отзывы
Кинокритик Сергей Кудрявцев в своей книге «3500 кинорецензий» так пишет о фильме:

«Когда экран просто заполонили подростковые и молодёжные комедии, зачастую туповато и примитивно трактующие тему первого сексуального опыта «взрослеющих детей», то пародия на подобные зрелища не случайно получила название «Это не очередной фильм о подростках» (правда, в нашем прокате акцент оказался несколько смещённым из-за двусмысленного заглавия «Недетское кино»). Между прочим, «Не очередным фильмом о подростках» можно было бы назвать и американскую картину «Ориндж-Каунти», которую прокатная компания «Ист-Вест» ради той же завлекательности обозвала «Страной чудаков», хотя и сопроводила уведомлением, что по жанру — это "молодёжная (не зацикленная на сексе) комедия».

### В ролях
- Колин Хэнкс — Шон Брамдер
- Джек Блэк — Лэнс Брамдер
- Скайлер Фиск — Эшли
- Кэтрин О’Хара — Синди Биглер
- Джон Литгоу — Бад Брамдер
- Карли Поуп — Таня
- Гэрри Маршалл — Артур Гантнер
- Дэна Айви — Вера Гантнер
- Джейн Адамс — Мона
- Кайл Говард — Арло

- Гарольд Рамис — Дон Даркет
- Чеви Чейз — ректор Харберт
- Лили Томлин — Шарлотта Кобб
- Лесли Манн — Криста
- Брэт Харрисон — Лонни
- Моника Кина — Гретхен
- Лиззи Каплан — девушка на вечеринке
- Кевин Клайн — Маркус Скиннер
- Бен Стиллер — пожарник
- Фрэн Кранц — Шейн Брейнард

## Саундтрек
Двухдисковый саундтрек к фильму был издан 18 декабря 2001 года. В самом фильме звучат 25 песен, в то время как в официальный саундтрек вошли лишь 9
1. «Defy You» — The Offspring
2. «Story of My Life» (Live) — Social Distortion
3. «The One» — Foo Fighters
4. «Shadow Stabbing» — Cake
5. «Butterfly» — Crazy Town
6. «1st Time» — Bad Ronald
7. «Lay Down Burden» — Brian Wilson
8. «Everything’s Cool» — Lit
9. «Glad That It’s Over» — 12 Rods
10. «Stick 'em Up» — Quarashi
11. «Lose You» — Pete Yorn
12. «Under The Tracks» — Creeper Lagoon
13. «Love and Mercy» — Brian Wilson
14. «California» — Phantom Planet
15. «Hello» — (скрытый трек) Sugarbomb
16. «The Middle» — Jimmy Eat World